# Danh sách thiết giáp hạm trong Thế chiến thứ hai

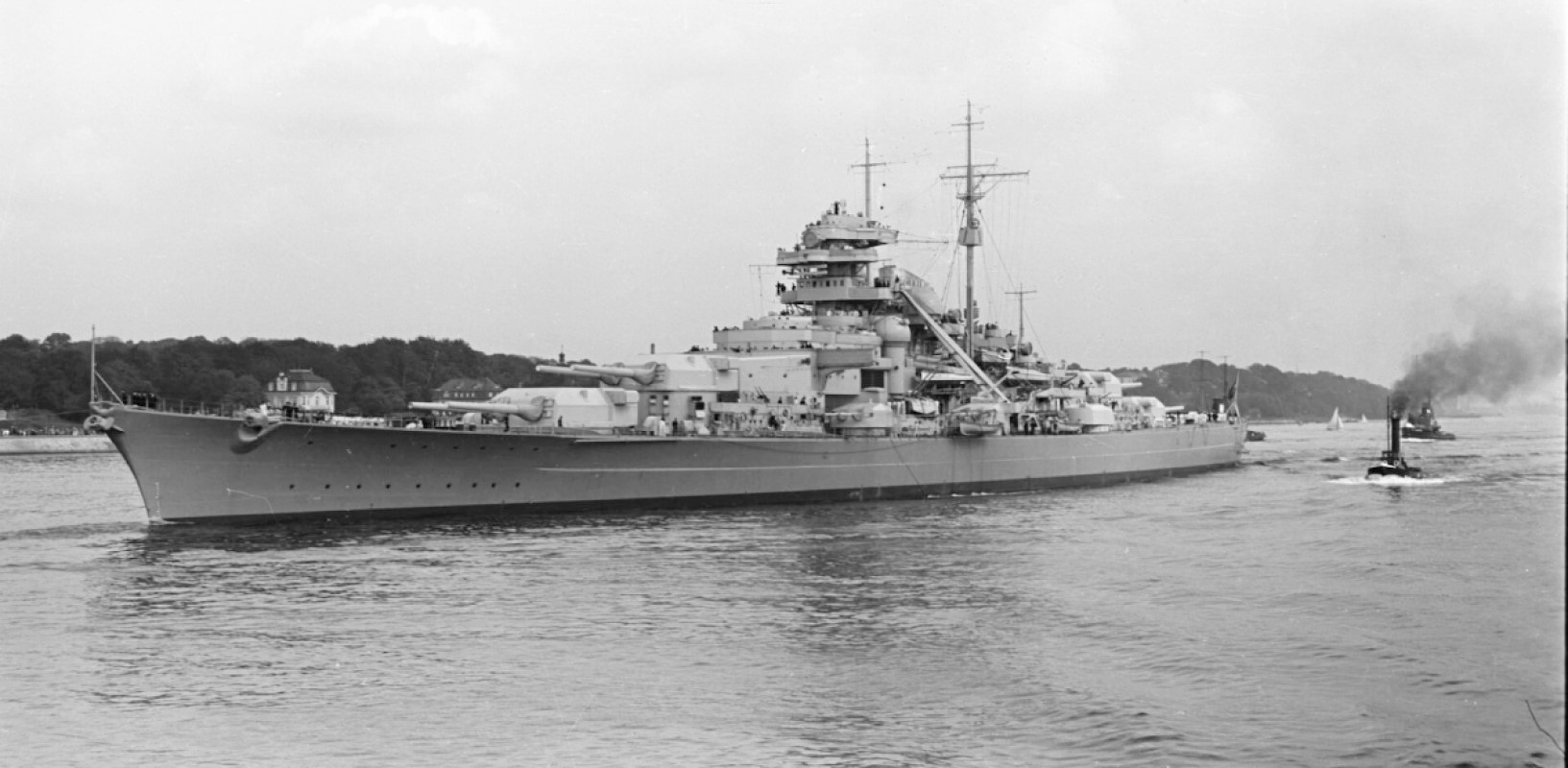
Thiết giáp hạm Bismarck năm 1940

Thiết giáp hạm là những chiếc tàu chiến lớn, cấp hạm đội, được vũ trang hạng nặng, được đóng trong cuối thế chiến 1 tới đầu thế chiến 2. Khi chiến tranh bùng nổ, các hạm đội thiết giáp hạm lớn - nhiều nước thừa kế từ những năm trước - đã được coi là một trong những lực lượng quyết định trong chiến tranh hải quân. Có nhiều cuộc đấu súng giữa các thiết giáp hạm ở Thái Bình Dương và Đại Tây Dương, nhưng thường là với quy mô không lớn cho lắm. Tàu chiến là những chiếc tàu được bảo vệ tốt nhất, tuy nhiên mười sáu chiếc bị chìm hoặc bị tê liệt bằng bom hoặc ngư lôi được phóng từ máy bay, trong khi ba chiếc bị chìm bởi những chiếc ngư lôi phóng bởi tàu ngầm. Bom được  phát triển trong chiến tranh làm cho máy bay dễ dàng đánh chìm chìm tàu chiến. Đến cuối chiến tranh, xây dựng boong tàu đã được tất cả, nhưng dừng lại, và gần như tất cả các tàu chiến hiện có đã được nghỉ hưu hoặc bị bỏ dỡ trong vòng một vài năm kể từ khi kết thúc chiến tranh (trừ các thiết giáp lớp Missouri). Thế chiến thứ hai đã chứng kiến sự sụp đổ của thiết giáp hạm, là lực lượng gần như là bá chủ(...trong lí thuyết) của hải quân trên thế giới. Danh hiệu mạnh nhất giờ đây thuộc về Hàng không mẫu hạm, có thể tiêu diệt đối phương, với chênh lệch một vài phi đội, so với cả chiếc thiết giáp hạm. Ngoài ra, chỉ với vài quả bom(thậm chí một quả Fritz-X), hoặc 2-3 quả ngư lôi từ máy bay và tàu ngầm, cũng đủ đánh chìm cả chiếc thiết giáp được vũ trang tận răng, với vài nghìn nhân mạng, hơn chục triệu đô,... Thế nên, việc nhũng chiếc thiết giáp hạm lừng lẫy một thời-niềm tự hào của các quốc gia- phải bị từ bỏ như vậy là đương nhiên. Tuy vậy, nếu biết cách dùng, nhất là đánh chiếm bờ, nó sẽ rất hữu dụng(thời kì đó), tiêu biểu là Hoa Kỳ, tuy mới sơ khai lý thuyết ấy, nhưng đóng góp của nó trong các cuộc chiếm đảo là rất lớn, ở mặt trận Thái Bình Dương.
Danh sách các tàu chiến của Thế chiến II chứa các tàu chiến lớn của chiến tranh, sắp xếp theo thứ tự chữ cái và theo loại. Danh sách này bao gồm các tàu vũ trang đã phục vụ trong chiến tranh và ngay sau đó, bao gồm các hoạt động chiến đấu liên tục được bản địa hoá, đầu hàng đối phương (Đơn cử là Ý, đã tặng vài chiếc của mình cho Liên Xô khi đầu hàng), tái cấu trúc sau khi đầu hàng, tái chiếm thuộc địa, quân đội và hồi hương của tù nhân đến cuối năm 1945. Đối với các tàu nhỏ hơn, xem thêm Danh sách các tàu chiến Thế chiến thứ II dưới 1000 tấn.
| Tên                           | Phục vụ                          | Lớp                                       | Loại             | trọng tải (tấn Anh) | Đặt lườn             | Số Phận                                                                                    |
| ----------------------------- | -------------------------------- | ----------------------------------------- | ---------------- | ------------------- | -------------------- | ------------------------------------------------------------------------------------------ |
| Alabama                       | Hải quân Hoa Kỳ                  | South Dakota (lớp thiết giáp hạm) (1939)  | Thiết giáp hạm   | 35,000              | 16 Tháng 8 năm 1942  | Cho ngừng phục vụ 9 Tháng 1 năm 1947, Tàu bảo tàng                                         |
| Almirante Latorre             | Chile                            | Almirante Latorre                         | Siêu Dreadnought | 28,550              | 1 Tháng 8 năm 1920   | Tháo gỡ năm 1959                                                                           |
| Andrea Doria                  | Ý                                | Andrea Doria                              | Thiết giáp hạm   | 25,920              | 13 Tháng 3 năm 1916  | Tháo gỡ năm 1956                                                                           |
| Anson                         | Liên hiệp Anh                    | King George V (lớp thiết giáp hạm) (1939) | Thiết giáp hạm   | 39,000              | 22 Tháng 6 năm 1942  | Tháo gỡ năm 1957                                                                           |
| Arizona                       | Hải quân Hoa Kỳ                  | Pennsylvania                              | Siêu Dreadnought | 32,600              | 17 Tháng 10 năm 1916 | Bị đánh chìm 7 Tháng 12 năm 1941, war memorial                                             |
| Arkansas                      | Hải quân Hoa Kỳ                  | Wyoming                                   | Thiết giáp hạm   | 26,100              | 17 Tháng 9 năm 1912  | Bị đánh chìm sau một vụ thử bom hạt nhân, 27/6/1947                                        |
| Barham                        | Liên hiệp Anh                    | Queen Elizabeth                           | Thiết giáp hạm   | 31,000              | 19 Tháng 8 năm 1915  | Bị đánh chìm 25 Tháng 11 năm 1941                                                          |
| Bismarck (thiết giáp hạm Đức) | Hải quân Đức Quốc xã             | Bismarck                                  | Thiết giáp hạm   | 41,700              | 24 Tháng 8 năm 1940  | Bị đánh chìm 27 Tháng 5 năm 1941                                                           |
| Bretagne                      | Hải quân Pháp                    | Bretagne                                  | Siêu Dreadnought | 22,200              | 10 Tháng 2 năm 1916  | Bị đánh chìm 3 Tháng 7 năm 1940                                                            |
| Caio Duilio                   | Ý                                | Andrea Doria                              | Thiết giáp hạm   | 25,920              | 10 Tháng 5 năm 1915  | Tháo gỡ năm 1957                                                                           |
| California                    | Hải quân Hoa Kỳ                  | Tennessee                                 | Thiết giáp hạm   | 32,600              | 10 Tháng 8 năm 1921  | Cho ngừng phục vụ 14 Tháng 2 năm 1947, Tháo gỡ năm 1959                                    |
| Centurion                     | Liên hiệp Anh                    | King George V (lớp thiết giáp hạm) (1911) | Thiết giáp hạm   | 25,500              | Tháng 5 năm 1913     | Bị đánh chìm as a Mulberry harbour blockship off Normandy, 7 Tháng 6 năm 1944.             |
| Colorado                      | Hải quân Hoa Kỳ                  | Colorado                                  | Thiết giáp hạm   | 31,500              | 30 Tháng 8 năm 1923  | Sold for scrap, 23 Tháng 7 năm 1959                                                        |
| Conte di Cavour               | Ý                                | Conte di Cavour                           | Dreadnought      | 26,140              | 1 Tháng 4 năm 1915   | captured 10 Tháng 9 năm 1943 by Germany, Tháo gỡ năm 1946                                  |
| Courbet                       | Hải quân Pháp · Pháp Tự do       | Courbet (lớp thiết giáp hạm)              | Dreadnought      | 23,200              | 19 Tháng 11 năm 1913 | scuttled as a "Gooseberry" breakwater 6 Tháng 6 năm 1944                                   |
| Duke of York                  | Hải quân Hoàng gia Anh           | King George V (lớp thiết giáp hạm) (1939) | Thiết giáp hạm   | 39,000              | 28 Tháng 2 năm 1940  | Tháo gỡ năm 1957                                                                           |
| Dunkerque                     | Hải quân Pháp                    | Dunkerque                                 | Thiết giáp hạm   | 26,500              | 15 Tháng 4 năm 1937  | scuttled 27 Tháng 11 năm 1942                                                              |
| Fusō                          | Nhật Bản                         | Fusō                                      | Dreadnought      | 34,700              | 18 Tháng 11 năm 1915 | Bị đánh chìm 25 Tháng 10 năm 1944                                                          |
| Giulio Cesare                 | Ý                                | Conte di Cavour                           | Dreadnought      | 26,140              | 10 Tháng 5 năm 1914  | Ceded to Soviet Union 1948, renamed Novorossiysk                                           |
| Gneisenau                     | Hải quân Đức Quốc xã             | Scharnhorst                               | Thiết giáp hạm   | 32,000              | 21 Tháng 5 năm 1938  | Bị đánh chìm as block ship Tháng 3 năm 1945                                                |
| Howe                          | Liên hiệp Anh                    | King George V (lớp thiết giáp hạm) (1939) | Thiết giáp hạm   | 39,150              | 28 Tháng 9 năm 1942  | Tháo gỡ năm 1958                                                                           |
| Hyūga                         | Nhật Bản                         | Ise (lớp thiết giáp hạm)                  | Dreadnought      | 38,872              | 30 Tháng 4 năm 1918  | Bị đánh chìm 28 Tháng 7 năm 1945                                                           |
| Indiana                       | Hải quân Hoa Kỳ                  | South Dakota (lớp thiết giáp hạm) (1939)  | Thiết giáp hạm   | 35,000              | 30 Tháng 4 năm 1942  | Cho ngừng phục vụ 11 Tháng 9 năm 1947, Tháo gỡ năm 1963                                    |
| Iowa                          | Hải quân Hoa Kỳ                  | Iowa (lớp thiết giáp hạm)                 | Thiết giáp hạm   | 45,000              | 22 Tháng 2 năm 1943  | Cho ngừng phục vụ 1990, Tàu bảo tàng                                                       |
| Iron Duke                     | Liên hiệp Anh                    | Iron Duke                                 | Dreadnought      | 25,400              | 1 Tháng 3 năm 1914   | paid off Tháng 3 năm 1946                                                                  |
| Ise                           | Nhật Bản                         | Ise (lớp thiết giáp hạm)                  | Dreadnought      | 36,000              | 15 Tháng 12 năm 1917 | Bị đánh chìm 28 Tháng 7 năm 1945                                                           |
| Jean Bart                     | Hải quân Pháp                    | Courbet (lớp thiết giáp hạm)              | Dreadnought      | 23,475              | 5 Tháng 6 năm 1913   | captured Germany 27 Tháng 11 năm 1942, Bị đánh chìm 1944, Tháo gỡ năm 14 Tháng 12 năm 1945 |
| King George V                 | Liên hiệp Anh                    | King George V (lớp thiết giáp hạm) (1939) | Thiết giáp hạm   | 39,100              | 11 Tháng 12 năm 1940 | Cho ngừng phục vụ and Tháo gỡ năm 1949                                                     |
| Kirishima                     | Nhật Bản                         | Kongō                                     | Thiết giáp hạm   | 36,600              | 19 Tháng 4 năm 1915  | Bị đánh chìm 15 Tháng 11 năm 1942                                                          |
| Haruna                        | Nhật Bản                         | Kongō                                     | Thiết giáp hạm   | 36,600              | 19 Tháng 4 năm 1915  | Bị đánh chìm at her moorings on 28 Tháng 7 năm 1945; raised and Tháo gỡ năm in 1946        |
| Hiei                          | Nhật Bản                         | Kongō                                     | Thiết giáp hạm   | 36,600              | 21 Tháng 11 năm 1912 | Bị tiêu diệt trong hải chiến Gudacanal, 11/4/1942                                          |
| Kongō                         | Nhật Bản                         | Kongō                                     | Thiết giáp hạm   | 36,600              | 18 Tháng 5 năm 1912  | Bị đánh chìm by USS Sealion in the Formosa Strait, 21 Tháng 11 năm 1944                    |
| Littorio                      | Ý                                | Littorio                                  | Thiết giáp hạm   | 41,377              | 6 Tháng 5 năm 1940   | renamed Italia, Tháo gỡ năm 1948                                                           |
| Lorraine                      | Hải quân Pháp · Pháp Tự do       | Bretagne                                  | Siêu Dreadnought | 22,200              | 27 Tháng 7 năm 1916  | Cho ngừng phục vụ 17 Tháng 2 năm 1953                                                      |
| Malaya                        | Liên hiệp Anh                    | Queen Elizabeth                           | Thiết giáp hạm   | 31,000              | 1 Tháng 2 năm 1916   | Cho ngừng phục vụ năm 1944, Tháo gỡ năm 1948                                               |
| Maryland                      | Hải quân Hoa Kỳ                  | Colorado                                  | Thiết giáp hạm   | 32,600              | 21 Tháng 7 năm 1921  | Cho ngừng phục vụ năm 1947, Tháo gỡ năm 1959                                               |
| Massachusetts                 | Hải quân Hoa Kỳ                  | South Dakota (lớp thiết giáp hạm) (1939)  | Thiết giáp hạm   | 37,970              | 12 Tháng 5 năm 1942  | Cho ngừng phục vụ 27 Tháng 3 năm 1947, Tàu bảo tàng                                        |
| Minas Geraes                  | Brazil                           | Minas Geraes                              | Dreadnought      | 19,200              | 6 Tháng 1 năm 1910   | Cho ngừng phục vụ 20 Tháng 9 năm 1953                                                      |
| Mississippi                   | Hải quân Hoa Kỳ                  | New Mexico                                | Thiết giáp hạm   | 32,000              | 25 Tháng 1 năm 1917  | Cho ngừng phục vụ năm 1956 (for scrap)                                                     |
| Missouri                      | Hải quân Hoa Kỳ                  | Iowa (lớp thiết giáp hạm)                 | Thiết giáp hạm   | 45,000              | 11 Tháng 6 năm 1944  | Cho ngừng phục vụ năm 1992; Tàu bảo tàng                                                   |
| Moreno                        | Hải quân Argentina               | Rivadavia                                 | Dreadnought      | 27,720              | 26 Tháng 2 năm 1915  | Tháo gỡ năm Tháng 2 năm 1956                                                               |
| Musashi                       | Nhật Bản                         | Yamato                                    | Thiết giáp hạm   | 68,200              | 5 Tháng 8 năm 1942   | Bị đánh chìm 25 Tháng 10 năm 1944                                                          |
| Mutsu                         | Nhật Bản                         | Nagato                                    | Dreadnought      | 39,050              | 24 Tháng 10 năm 1921 | Bị đánh chìm 8 Tháng 6 năm 1943                                                            |
| Nagato                        | Nhật Bản                         | Nagato                                    | Dreadnought      | 39,130              | 25 Tháng 11 năm 1920 | Bị đánh chìm as target 29 Tháng 7 năm 1946                                                 |
| Nelson                        | Liên hiệp Anh                    | Nelson                                    | Thiết giáp hạm   | 34,000              | 10 Tháng 9 năm 1927  | Cho ngừng phục vụ Tháng 2 năm 1948, Tháo gỡ Tháng 3 năm 1949                               |
| Nevada                        | Hải quân Hoa Kỳ                  | Nevada                                    | Thiết giáp hạm   | 29,000              | 11 Tháng 3 năm 1916  | Cho ngừng phục vụ năm 29 Tháng 7 năm 1946; Bị đánh chìm as a target 31 Tháng 7 năm 1948    |
| New Jersey                    | Hải quân Hoa Kỳ                  | Iowa (lớp thiết giáp hạm)                 | Thiết giáp hạm   | 45,000              | 23 Tháng 5 năm 1943  | Cho ngừng phục vụ năm 1991. Tàu bảo tàng                                                   |
| New Mexico                    | Hải quân Hoa Kỳ                  | New Mexico                                | Thiết giáp hạm   | 33,000              | 20 Tháng 5 năm 1918  | Tháo gỡ năm Tháng 11 năm 1947                                                              |
| New York                      | Hải quân Hoa Kỳ                  | New York                                  | Thiết giáp hạm   | 27,000              | 15 Tháng 4 năm 1914  | Cho ngừng phục vụ 29 Tháng 8 năm 1946, Bị đánh chìm as target 8 Tháng 7 năm 1948           |
| North Carolina                | Hải quân Hoa Kỳ                  | North Carolina                            | Thiết giáp hạm   | 35,000              | 9 Tháng 4 năm 1941   | Cho ngừng phục vụ 27 Tháng 6 năm 1947, Tàu bảo tàng                                        |
| Oklahoma                      | Hải quân Hoa Kỳ                  | Nevada                                    | Thiết giáp hạm   | 29,000              | 2 Tháng 5 năm 1916   | Bị đánh chìm 7 Tháng 12 năm 1941; raised and Bị đánh chìm under tow 1947                   |
| Oktyabrskaya Revolutsiya      | Hải quân Liên Xô                 | Gangut                                    | Thiết giáp hạm   | 23,000              | 3 Tháng 6 năm 1909   | Tháo gỡ năm 1959                                                                           |
| Paris                         | Hải quân Pháp · Liên hiệp Anh    | Courbet (lớp thiết giáp hạm)              | Dreadnought      | 23,475              | 5 Tháng 6 năm 1913   | captured by Britain 3 Tháng 7 năm 1940 used as depot ship, Tháo gỡ năm 1956                |
| Pennsylvania                  | Hải quân Hoa Kỳ                  | Pennsylvania                              | Siêu Dreadnought | 33,000              | 12 Tháng 6 năm 1916  | Cho ngừng phục vụ 29 Tháng 8 năm 1946, Bị đánh chìm as target 10 Tháng 2 năm 1948          |
| Prince of Wales               | Liên hiệp Anh                    | King George V (lớp thiết giáp hạm) (1939) | Thiết giáp hạm   | 39,000              | 31 Tháng 3 năm 1941  | Bị đánh chìm 10 Tháng 12 năm 1941                                                          |
| Provence                      | Hải quân Pháp                    | Bretagne                                  | Siêu Dreadnought | 22,200              | 1 Tháng 3 năm 1916   | scuttled 27 Tháng 11 năm 1942,                                                             |
| Queen Elizabeth               | Liên hiệp Anh                    | Queen Elizabeth                           | Thiết giáp hạm   | 31,000              | 22 Tháng 12 năm 1914 | Cho ngừng phục vụ and Tháo gỡ năm 1948                                                     |
| Ramillies                     | Liên hiệp Anh                    | Revenge                                   | Thiết giáp hạm   | 29,150              | 1 Tháng 9 năm 1917   | Cho ngừng phục vụ 31 Tháng 8 năm 1945, Tháo gỡ năm 1949                                    |
| Resolution                    | Liên hiệp Anh                    | Revenge                                   | Thiết giáp hạm   | 29,150              | 7 Tháng 12 năm 1916  | Tháo gỡ năm 1949                                                                           |
| Revenge                       | Liên hiệp Anh                    | Revenge                                   | Thiết giáp hạm   | 29,150              | 1 Tháng 2 năm 1916   | Tháo gỡ năm 1948                                                                           |
| Richelieu                     | Hải quân Pháp · Pháp Tự do       | Richelieu                                 | Thiết giáp hạm   | 35,000              | 15 Tháng 7 năm 1940  | Tháo gỡ năm 1968                                                                           |
| Rivadavia                     | Hải quân Argentina               | Rivadavia                                 | Dreadnought      | 27,720              | 27 Tháng 8 năm 1914  | Tháo gỡ Tháng 2 năm 1956                                                                   |
| Rodney                        | Liên hiệp Anh                    | Nelson                                    | Thiết giáp hạm   | 34,000              | 10 Tháng 11 năm 1927 | Tháo gỡ năm 1948                                                                           |
| Roma                          | Ý                                | Littorio                                  | Thiết giáp hạm   | 41,649              | 14 Tháng 6 năm 1942  | Bị đánh chìm 9 Tháng 9 năm 1943                                                            |
| Royal Oak                     | Liên hiệp Anh                    | Revenge                                   | Thiết giáp hạm   | 29,150              | 1 Tháng 5 năm 1916   | Bị đánh chìm 14 Tháng 10 năm 1939                                                          |
| Royal Sovereign               | Liên hiệp Anh · Hải quân Liên Xô | Revenge                                   | Thiết giáp hạm   | 29,150              | 1 Tháng 2 năm 1916   | transferred to USSR as Arkhangelsk 30 Tháng 5 năm 1944                                     |
| São Paulo                     | Brazil                           | Minas Geraes                              | Thiết giáp hạm   | 19,200              | 12 Tháng 7 năm 1910  | Sold 1951                                                                                  |
| Scharnhorst                   | Hải quân Đức Quốc xã             | Scharnhorst                               | Thiết giáp hạm   | 32,000              | 7 Tháng 1 năm 1939   | Bị đánh chìm 26 Tháng 12 năm 1943                                                          |
| Schlesien                     | Hải quân Đức Quốc xã             | Deutschland                               | pre-Dreadnought  | 14,218              | 5 Tháng 5 năm 1908   | blown up 4 Tháng 5 năm 1945                                                                |
| Schleswig-Holstein            | Hải quân Đức Quốc xã             | Deutschland                               | pre-Dreadnought  | 14,218              | 6 Tháng 7 năm 1908   | Tháo gỡ sau năm 1946                                                                       |
| South Dakota                  | Hải quân Hoa Kỳ                  | South Dakota (lớp thiết giáp hạm) (1939)  | Thiết giáp hạm   | 35,000              | 20 Tháng 3 năm 1942  | Cho ngừng phục vụ 31 Tháng 1 năm 1947, Tháo gỡ năm 1962                                    |
| Strasbourg                    | Hải quân Pháp                    | Dunkerque                                 | Thiết giáp hạm   | 26,500              | 15 Tháng 3 năm 1938  | scuttled 27 Tháng 11 năm 1942                                                              |
| Tennessee                     | Hải quân Hoa Kỳ                  | Tennessee                                 | Thiết giáp hạm   | 33,190              | 3 Tháng 6 năm 1920   | Cho ngừng phục vụ 14 Tháng 2 năm 1947, Tháo gỡ năm 1959                                    |
| Texas                         | Hải quân Hoa Kỳ                  | New York                                  | Thiết giáp hạm   | 27,000              | 12 Tháng 3 năm 1914  | Cho ngừng phục vụ 21 Tháng 4 năm 1948; Tàu bảo tàng                                        |
| Tirpitz (thiết giáp hạm Đức)  | Hải quân Đức Quốc xã             | Bismarck                                  | Thiết giáp hạm   | 42,900              | 25 Tháng 2 năm 1941  | Bị đánh chìm 12 Tháng 11 năm 1944                                                          |
| Valiant                       | Hải quân Hoàng gia Anh           | Queen Elizabeth                           | Thiết giáp hạm   | 31,000              | 13 Tháng 1 năm 1916  | Tháo gỡ năm 1950                                                                           |
| Vanguard                      | Hải quân Hoàng gia Anh           |                                           | Thiết giáp hạm   | 45,200              | 15 Tháng 10 năm 1946 | launch during war 30 Tháng 11 năm 1944, paid off 7 Tháng 6 năm 1960                        |
| Vittorio Veneto               | Ý                                | Littorio                                  | Thiết giáp hạm   | 41,337              | 28 Tháng 4 năm 1940  | Tháo gỡ năm 1948                                                                           |
| Warspite                      | Hải quân Hoàng gia Anh           | Queen Elizabeth                           | Thiết giáp hạm   | 31,000              | 8 Tháng 3 năm 1915   | Tháo gỡ năm 1950                                                                           |
| Washington                    | Hải quân Hoa Kỳ                  | North Carolina                            | Thiết giáp hạm   | 35,000              | 15 Tháng 5 năm 1941  | Cho ngừng phục vụ 27 Tháng 6 năm 1947, Tháo gỡ năm 1960                                    |
| West Virginia                 | Hải quân Hoa Kỳ                  | Colorado                                  | Thiết giáp hạm   | 31,500              | 1 Tháng 12 năm 1923  | Cho ngừng phục vụ 9 Tháng 1 năm 1947, Tháo gỡ năm 1959                                     |
| Wisconsin                     | Hải quân Hoa Kỳ                  | Iowa                                      | Thiết giáp hạm   | 45,000              | 16 Tháng 4 năm 1944  | Cho ngừng phục vụ 30 Tháng 9 năm 1991; Tàu bảo tàng                                        |
| Yamashiro                     | Nhật Bản                         | Fusō                                      | Dreadnought      | 34,700              | 31 Tháng 3 năm 1917  | Bị đánh chìm 25 Tháng 10 năm 1944                                                          |
| Yamato                        | Nhật Bản                         | Yamato                                    | Thiết giáp hạm   | 74,170              | 16 Tháng 12 năm 1941 | Bị đánh chìm 7 Tháng 4 năm 1945                                                            |